# Мазрае-є Тукліян
Мазрае-є Тукліян (перс. مزرعه توكليان) — село в Ірані, у дегестані Гакімабад, у Центральному бахші, шахрестані Зарандіє остану Марказі. За даними перепису 2006 року, його населення становило 33 особи, що проживали у складі 10 сімей.